# Кастельспина
Кастельспина (итал. Castelspina) — коммуна в Италии, располагается в регионе Пьемонт, в провинции Алессандрия.
Население составляет 425 человек (2008 г.), плотность населения составляет 78 чел./км². Занимает площадь 5 км². Почтовый индекс — 15070. Телефонный код — 0131.
Покровителем населённого пункта считается святой Бернардин Сиенский.

## Демография
Динамика населения:

## Администрация коммуны
- Официальный сайт: